# Nocardiosi
La nocardiosi è una infezione granulomatosa suppurativa di entità acuta o cronica, spesso disseminata, causata nella maggior parte dei casi da alcune specie del batterio aerobio Gram positivo Nocardia, batterio saprofita del terreno.

## Modalità di trasmissione
Il batterio penetra nell'organismo usualmente attraverso i polmoni, mentre più raramente il contagio avviene per via intestinale o attraverso lesioni sulla cute.

## Epidemiologia
La malattia è ubiquitaria, si presenta perciò in tutte le regioni del mondo e colpisce individui di ogni età e sesso, sebbene vengano colpiti soprattutto anziani e soggetti maschi.
La nocardiosi si presenta meno, rispetto ad altre patologie, nei pazienti affetti da AIDS. Anche se comunque l'immunodeficienza, dovuta ad esempio anche ad una terapia corticosteroidea, rappresenta un fattore che accompagna spesso alle infezioni.

## Clinica

### Segni e sintomi
La malattia si presenta come una infezione polmonare che, diffondendosi talvolta per via ematica, può causare ascessi a livello cerebrale. Gli ascessi cutanei si verificano raramente, mentre le lesioni polmonari causano tosse, brividi, dolore toracico e debolezza.

### Esami di laboratorio e strumentali
La malattia si diagnostica attraverso l'identificazione del batterio nelle colture di tessuti (o nell'espettorato o nel pus nelle quali sono visibili ife ramificate con la colorazione di Gram).

## Trattamento
Se non curata, ha esito fatale. La maggior parte dei pazienti risponde lentamente alla terapia che, a base di sulfamidici, deve essere protratta per mesi.